# Neues Palais (Arnstadt)

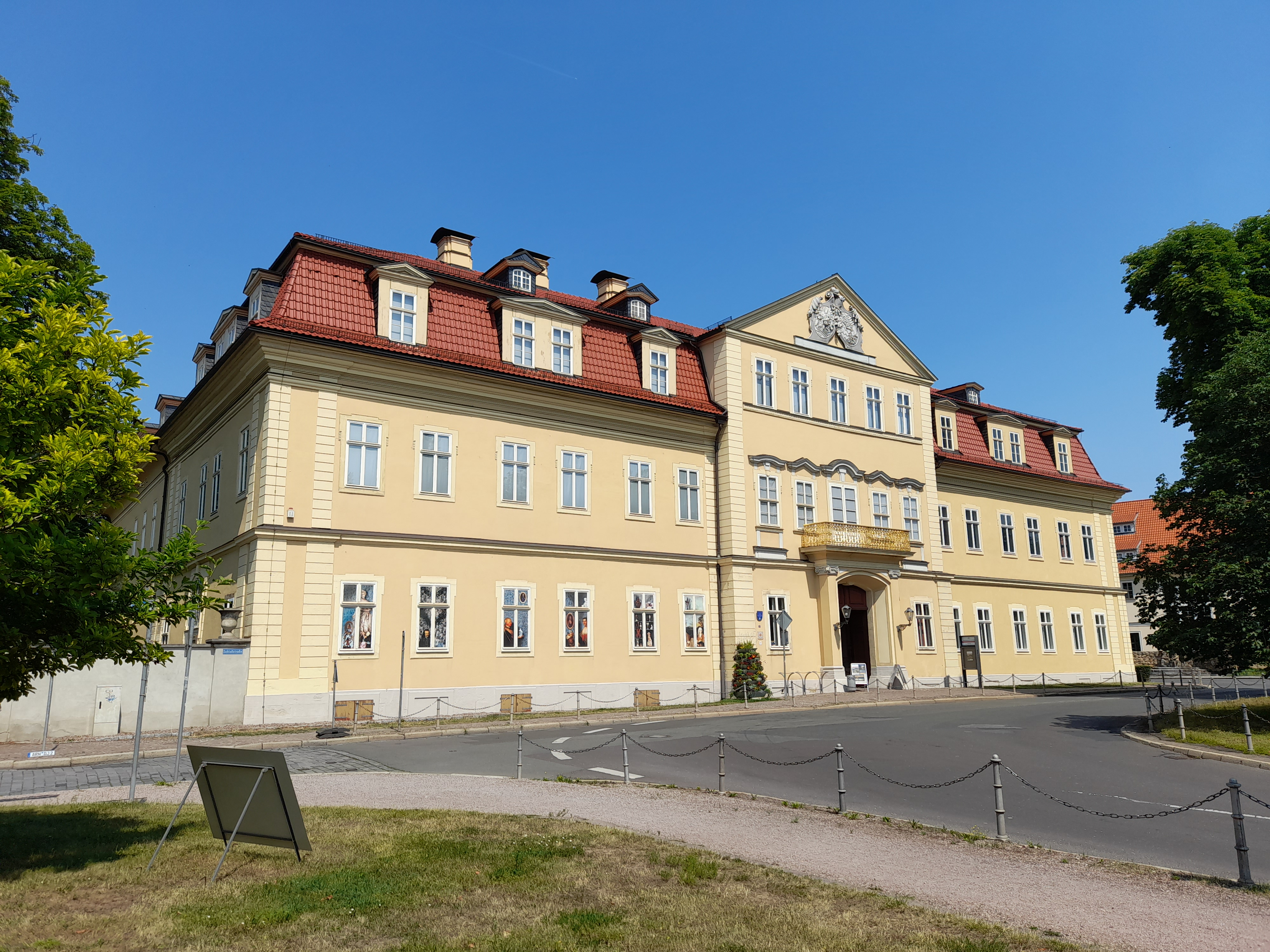
Neues Palais Arnstadt (2023)

Das Neue Palais steht in Arnstadt im Ilm-Kreis in Thüringen und beherbergt heute das Schloßmuseum Arnstadt. Das Schlossmuseum hat seinen heutigen Bestand an Kunstsammlungen sowohl fürstlicher Initiative als auch der im späten 19. Jahrhundert gegründeten Museumsgesellschaft zu verdanken.

## Geschichte

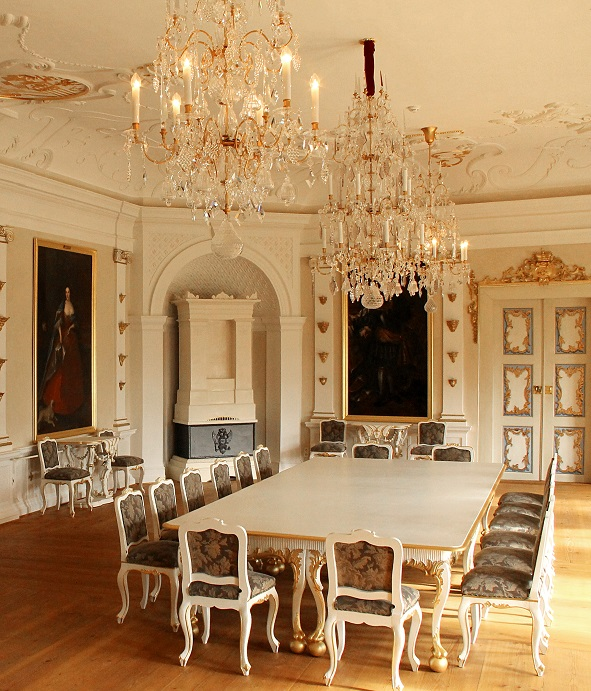
Festsaal des Neuen Palais’ in Arnstadt

Fürst Günther I. von Schwarzburg-Sondershausen (1678–1740) ließ 1729 bis 1734 das fürstliche Palais in Arnstadt als späteren Witwensitz für seine Gemahlin Elisabeth Albertine (1693–1774), geb. Prinzessin von Anhalt-Bernburg errichten. Die Grundsteinlegung erfolgte am 25. Mai 1729 in Abwesenheit des Fürstenpaares. Am 10. November 1734 wurde das Neue Palais in Arnstadt feierlich eingeweiht. Es diente als Doppelpalais in Form einer Dreiflügelanlage den Wohn- und Repräsentationsbedürfnissen des Fürstenpaars. Hier konnten der Fürst und seine Gemahlin ihre umfangreichen Kunstsammlungen unterbringen und präsentieren.

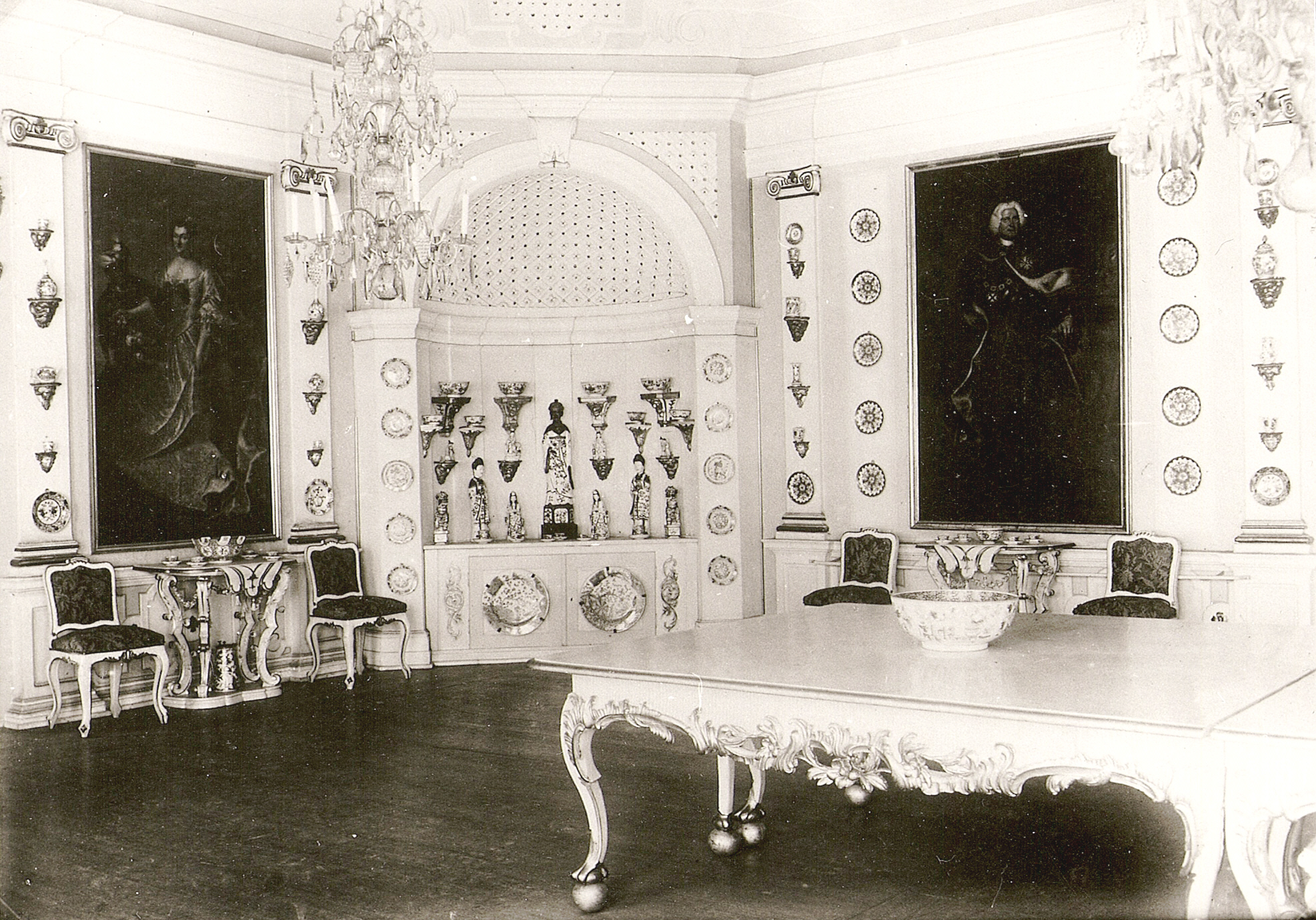
Historische Aufnahme des Festsaals im Neuen Palais in Arnstadt

Nach der Abdankung am 25. November 1918 des Fürsten Günther Victor von Schwarzburg-Rudolstadt (1852–1925) für das Gebiet Schwarzburg-Sondershausen – er regierte seit 1909 nach dem Absterben der Linie Schwarzburg-Sondershausen das gesamte schwarzburgische Gebiet –, erfolgte am 22. April die Einrichtung der „Museumsstiftung zu Arnstadt“ durch den Beschluss des Landtages des Freistaates Schwarzburg-Sondershausen mit dem Ziel, das Neue Palais in Arnstadt als Museum der Öffentlichkeit zugänglich zu machen. Zum Schlossmuseum Arnstadt gehören heute sowohl die fürstlichen Sammlungen als auch die stadthistorischen Sammlungen. Die Museumsgesellschaft Arnstadt war 1894 gegründet worden. Ein Jahr später riefen die Mitglieder der Museumsgesellschaft die Arnstädter Bürger auf, Objekte für ein zukünftiges Heimatmuseum zu sammeln. Die schnell wachsende Sammlung wurde 1898 im Rathaus ausgestellt und kam 1919 in das Neue Palais.

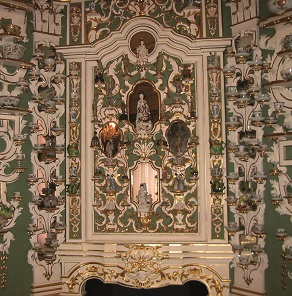
Arnstadt, Neues Palais, Detailaufnahme des Porzellankabinetts

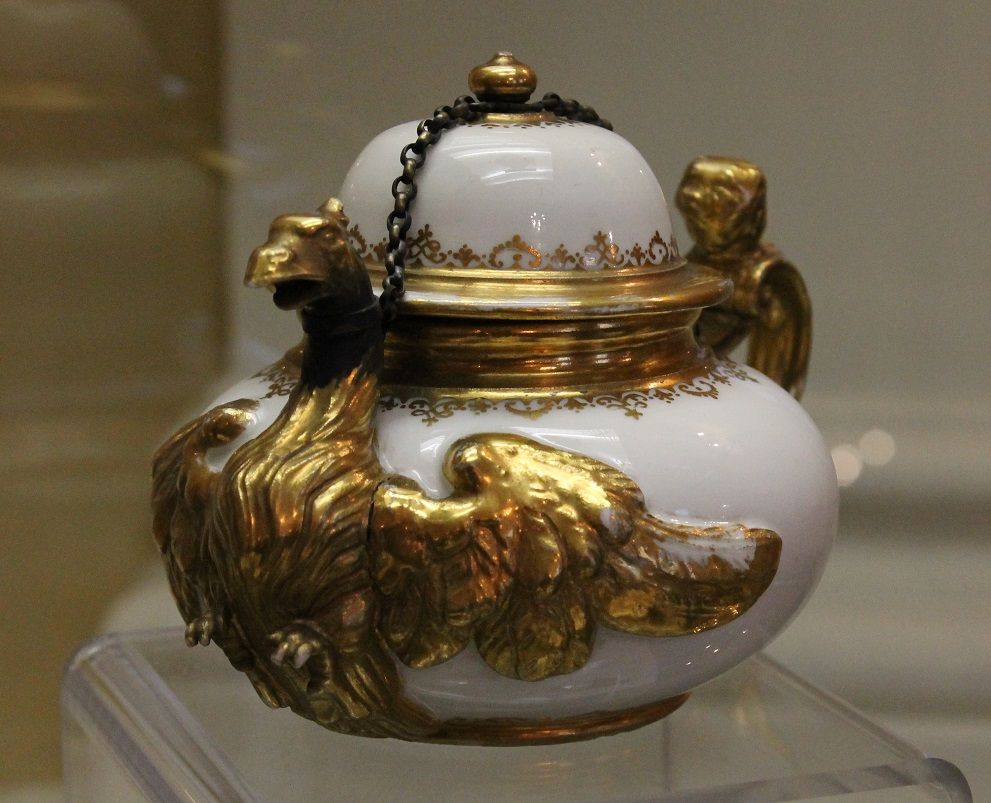
Adler-Teekanne, Meißner Porzellan, um 1725

Das heutige Schlossmuseum im Neuen Palais zeigt in den restaurierten Barockräumen der südlichen Beletage Möbel und Kunstschätze aus dem ehemals fürstlichen Bestand. Im nahezu Original erhaltenen Porzellankabinett werden fast 800 unterschiedliche Objekte wie chinesische und japanische Porzellane, Steinschnitzereien, Fayencen und Meißner Porzellane gezeigt. Im Bilderkabinett werden Gemälde und Möbel (u. a. zwei Kabinettschränkchen) aus der fürstlichen Sammlung gezeigt. Im Pilasterzimmer (auch Kleiner Speisesaal genannt) wird eine Auswahl von verschiedener früher Meißener Porzellane und Böttgersteinzeug ausgestellt. Die weiteren zugänglichen Räume der Beletage geben einen Eindruck von den fürstlichen Kunstsammlungen unter Fürst Günther I. und seiner Gemahlin Elisabeth Albertine: flämische Tapisserien des 16. Jahrhunderts (z. B. „Affen beim Schmause im Walde“), Dorotheenthaler Fayencen und barocke Prunkpokale. Der Festsaal ist in seiner historistischen Fassung von 1881 zu sehen, wobei drei barocke Kronleuchter den Raumeindruck maßgeblich bestimmen.
Im Erdgeschoss des südlichen Corps de Logis kann der Gast die Puppenstadt „Mon plaisir“ erleben, ein kunstgeschichtliches Kuriosum mit den Puppen der Fürstin Auguste Dorothea von Schwarzburg-Arnstadt (1666–1751), geborenen Prinzessin von Braunschweig-Wolfenbüttel, aus deren nicht mehr existierendem Schloss Augustenburg.

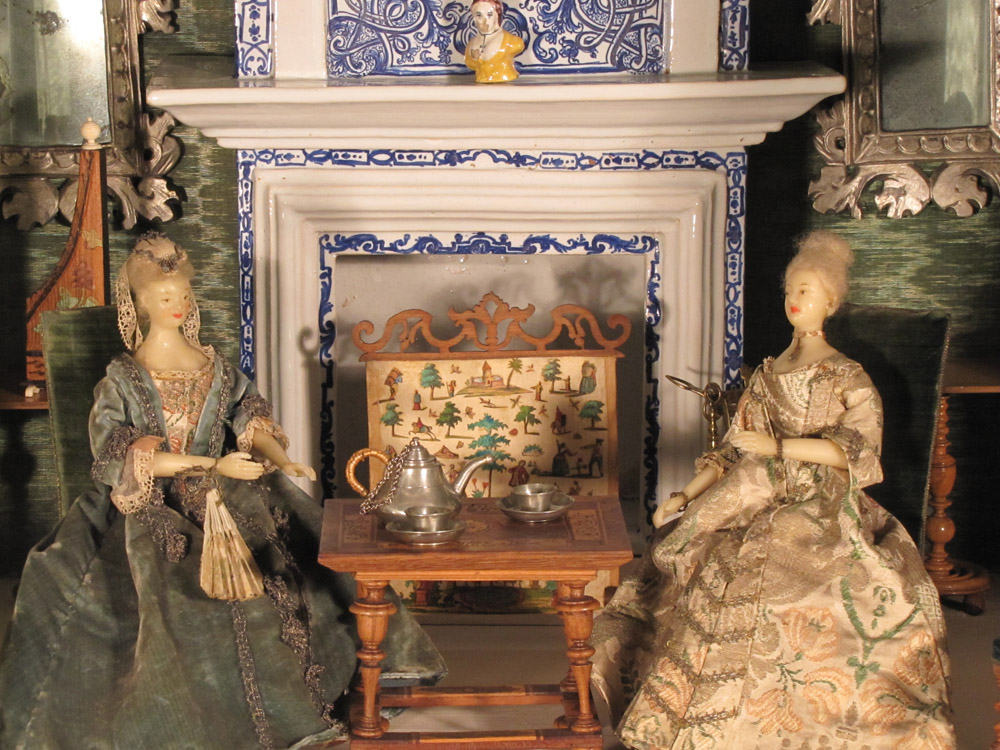
Szene aus der barocken Puppenstadt Mon plaisir im Schlossmuseum in Arnstadt

Im 1. Dachgeschoss befindet sich die Dauerausstellung zu Johann Sebastian Bach (1685–1750). Kernstück dieser Ausstellung ist der von Johann Sebastian Bach (1685–1750) bespielte Orgelspieltisch.

## Beschreibung
Das Neue Palais in Arnstadt ist mit seiner Hauptschauseite nach Osten ausgerichtet. Das Corps de logis hat 17 Fensterachsen ausgestattet und der Mittelrisalit wird durch die hohe Toreinfahrt und den mit goldener Brüstung ausgestatteten Altan betont. Der Dreiecksgiebel bekrönt die Ostfassade. Er trägt die Wappen des fürstlichen Paares – Günther I. von Schwarzburg-Sondershausen und Elisabeth Albertine geb. Prinzessin von Anhalt-Bernburg. Süd- und Nordflügel sind ebenfalls dreigeschossig und besitzen jeweils 7 (10) Fensterachsen. Die Fassaden sind durch rustizierte Pilaster vertikal gegliedert. Die horizontale Gliederung geschieht durch umlaufende Gesimse sowie schlichte, geohrte Fensterrahmungen. Im Mittelrisalit werden die Fenster durch schlichte Dreiecks- und Rundgiebel betont. Hofseitig schließt sich an die Dreiflügelanlage im Westen ein Marstall und nach Süden der Lustgarten an, in dem bis Anfang 1989 eine Orangerie stand.